# Tormenta tropical, Vol.1
Tormenta Tropical: Volume One es un álbum de grandes éxitos lanzado para conmemorar el éxito de sus discos Barrio fino y Barrio fino en directo. El álbum presenta los más grandes éxitos del artista boricua, tales como Gasolina, Rompe, Lo que pasó, pasó, etc. Además de las colaboraciones con los raperos norteamericanos Snoop Dogg, Lloyd Banks, Paul Wall & Young Buck. También cuenta con la participación especial de Nelly Furtado y la coproducción de Timbaland.

## Antecedentes
Este álbum fue una producción lanzada para celebrar el éxito de sus dos discos anteriores, este disco no fue promocionado ya que fue lanzado de manera conmemorativa y no comercial. Para este trabajo discográfico se incursiona en el formato Enhanced CD el cual en un solo CD incluyen pistas en mp3 y vídeos en formato VOB. El disco incluye una versión nueva y exclusiva de Rompe en colaboración con Nelly Furtado y grabada por Timbaland quien era el productor oficial de esta cantante canadiense. Para terminar esta producción se lanzan los vídeos oficiales de Rompe y Gangsta Zone junto a Snoop Dogg.

## Lista de canciones
| CD  |                                                                            |                                                                         |                                    |          |  |
| N.º | Título                                                                     | Escritor(es)                                                            | Productor(es)                      | Duración |  |
| 1.  | «Rompe»                                                                    | Ramon Ayala & Eddie Avila                                               | Sammy Fisher, DJ Urba & Monserrate | 3:08     |  |
| 2.  | «Gangsta Zone» (ft. Snoop Dogg)                                            | Ramón Ayala & Calvin Broadus                                            | Naldo & Nely El Arma Secreta       | 3:35     |  |
| 3.  | «Machucando»                                                               | Ramón Ayala & Eddie Ávila                                               | Luny Tunes                         | 2:58     |  |
| 4.  | «Gasolina»                                                                 | Ramón Ayala & Eddie Ávila                                               | Luny Tunes                         | 3:12     |  |
| 5.  | «Lo que paso, paso»                                                        | Ramón Ayala & Joan Ortíz                                                | Luny & Eliel                       | 3:30     |  |
| 6.  | «Machete» (Official Remix)(ft. Paul Wall)                                  | Ramón Ayala & Paul Slayton                                              | DJ Urba & Monserrate               | 3:27     |  |
| 7.  | «El Truco»                                                                 | Ramón Ayala                                                             | Sammy Fisher, DJ Urba & Monserrate | 3:39     |  |
| 8.  | «Rompe» (International Remix)(ft. Nelly Furtado, Lloyd Banks & Young Buck) | Ramón Ayala, Nelly Furtado, Nate Hills, Christopher Lloyd & David Brown | Sammy Fisher, DJ Urba & Monserrate | 3:31     |  |
| 9.  | «King Daddy» (ive in San Juan, Puerto Rico)                                | Ramón Ayala                                                             | DJ Urba & Monserrate               | 2:35     |  |
| 10. | «Gasolina» (Live in San Juan, Puerto Rico)                                 | Ramón Ayala & Eddie Ávila                                               | DJ Urba & Monserrate               | 5:06     |  |
| 11. | «King Daddy» (Video Oficial)(Live in San Juan, Puerto Rico)                | Willie Berrios & Omar Cruz                                              | Daddy Yankee & Henry Cardenas      | 3:40     |  |
| 12. | «Gasolina» (Video Oficial)(Live in San Juan, Puerto Rico)                  | Willie Berrios & Omar Cruz                                              | Daddy Yankee & Henry Cardenas      | 3:53     |  |
| 13. | «Rompe» (Vídeo Oficial)                                                    | Carlos Pérez & Jessy Terrero                                            | Daddy Yankee                       | 3:16     |  |
| 14. | «Gangsta Zone» (Vídeo Oficial)(ft. Snoop Dogg)                             | Carlos Pérez & Jessy Terrero                                            | Daddy Yankee                       | 3:58     |  |